# Mortons Gap, Kentucky
Mortons Gap är en ort i Hopkins County i delstaten Kentucky, USA.